# Lista leków przeciwwirusowych
W nawiasach podano nazwy wirusów lub chorób w leczeniu których stosowany jest dany lek.

## A
- Abakawir (HIV)
- Acyklowir / Aciklowir (Herpewirusy)
- Adefowir (HBV)
- Alafenamid tenofowiru (HIV, HBV)
- Amantadyna (grypa)
- Amenamevir (VZV)
- Amprenawir (HIV)
- Arabinozyd cytozyny[1]
- Asunaprewir (HCV)
- Atazanawir (HIV)[2]
- Azydotymidyna (szerokie spektrum działania, HIV)

## B
- Biktegrawir (HIV, w leku wieloskładnikowym)
- Boceprewir (HCV)
- Brywudyna (HSV, VZV)

## C
- Chlorochina[3][4][5]
- Cydofowir (CMV)

## D
- Darunawir[6] (HIV)
- Daklataswir (HCV, w leku wieloskładnikowym)
- Dazabuwir (HCV, w leku wieloskładnikowym)
- Delawirdyna (HIV)
- Didanozyna (HIV, w leku wieloskładnikowym)
- Dokozanol (HSV)
- Dolutegrawir[2][7] (HIV, w leku wieloskładnikowym)
- Dorawiryna (HIV)

## E
- Edoxudine (HSV)
- Efawirenz (HIV)[2]
- Elbaswir (HCV)
- Elwitegrawir (HIV, w leku wieloskładnikowym)
- Emtrycytabina (HIV, HBV)
- Enfuwirtyd (HIV)
- Entekawir (HBV)
- Etrawiryna (HIV)

## F
- Famcyklowir (Herpewirusy)
- Fawipirawir[8][9][4] (szerokie spektrum działania)
- Fomiwirsen[10] (CMV)
- Fosamprenawir (HIV, w leku wieloskładnikowym)
- Foskarnet (retrowirusy)
- Fosfonet

## G
- Galidesivir[11]
- Gancyklowir (CMV)[12]
- Grazoprewir (HCV)
- Gemcytabina[13]

## I
- Ibacitabine
- Ibalizumab (HIV)
- Idoksurydyna
- Imikwimod
- Indynawir (HIV)
- Inozyna (HSV)
- Interferon typu I
- Interferon typu II
- Interferon typu III

## J
- Jodek enisamium (grypa)

## K
- Kabotegrawir (HIV, testy kliniczne)
- Klewudyna (HBV)
- Kobicystat (HIV)

## L
- Lamiwudyna (HIV, HBV)
- Laninamiwir (grypa)
- Letermowir (CMV)
- Lopinawir[14][15][16] (HIV)

## M
- Marawirok (HIV)
- Marboksyl baloksawiru[17] (grypa)
- Metysazon[10] (pokswirusy)
- Moroksydyna (HSV, VZV, grypa)

## N
- Nafamostat[18]
- Nelfinawir (HIV)
- Newirapina[19] (HIV)
- Nitazoksanid (szerokie spektrum działania)

## O
- Oseltamiwir (grypa)

## P
- Peginterferon alfa-2a (HBV, HCV)
- Pencyklowir (Herpeswirusy, Sars-CoV-2[14][20])
- Peramiwir (grypa)
- Plekonaryl (Pikonawirusy)
- Podofilotoksyna
- Pranobeks inozyny (HSV)

## R
- Raltegrawir (HIV)
- Remdesivir (szerokie spektrum działania, koronawirusy[14][21][3])
- Rilpiwiryna (HIV)
- Rymantadyna (grypa)
- Rybawiryna[22][14][3] (szerokie spektrum działania)
- Rylpiwiryna[7] (HIV, w leku wieloskładnikowym)
- Rytonawir[2][14][15][16] (HIV)

## S
- Sakwinawir (HIV)
- Sofosbuwir (HCV)
- Stawudyna (HIV)
- Symeprewir (HCV)

## T
- Taribavirin[23] (szerokie spektrum działania, testy kliniczne)
- Tekowirimat (ortopokswirusy)
- Telaprewir (HCV)
- Telbiwudyna (HBV)
- Tenofovir
- Tiloron (szerokie spektrum działania)
- Toculizumab[24]
- Toremifen[25][26]
- Triazavirin (szerokie spektrum działania)[potrzebny przypis]
- Triflurydyna (Herpewirusy)
- Tromantadyna (HSV)
- Typranawir (HIV, w leku wieloskładnikowym)

## U
- Umifenowir[14][4] (grypa)

## V
- Vicriviroc (HIV)

## W
- Walacyklowir (HSV, VZV)
- Walgancyklowir (CMV)
- Widarabina (HSV, VZV)

## Z
- Zalcytabina (HIV, w leku wieloskładnikowym)
- Zanamiwir (grypa)